# Lithobates brownorum
Lithobates brownorum es una especie de anfibio anuro de la familia Ranidae. Es nativo de América Central y el sur de América del Norte. Previamente, se consideraba una especie del género Rana.

## Distribución y hábitat
Su área de distribución incluye el sur de Estados Unidos, México, Belice, Guatemala, El Salvador, Honduras y Nicaragua. Su hábitat se compone de zonas de bosque, pastizales, matorrales, sabanas, donde se encuentra en la cercanía o dentro de cursos de agua, estanques y lagunas. Su distribución altitudinal oscila entre 0 y 2595 m s. n. m..